# Idiocera (Idiocera) contracta
Idiocera (Idiocera) contracta is een tweevleugelige uit de familie steltmuggen (Limoniidae). De soort komt voor in het Afrotropisch gebied.